# Julius Kühn

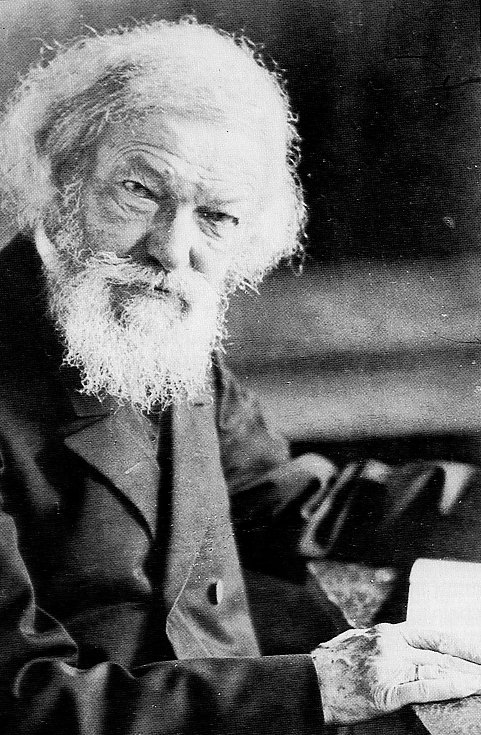
Julius Kühn.

Julius Kühn, född 23 oktober 1825 vid Pulsnitz i Oberlausitz, död 14 april 1910 i Halle an der Saale, var en tysk agronom. 

## Biografi
Efter fleråriga anställningar vid praktiskt jordbruk och studier vid Poppelsdorfs lantbruksinstitut samt en kortare tids anställning som privatdocent i Proskau återvände Julius Kühn till jordbrukspraktiken och förvaltade 1857-1862 greve von Egloffsteins gods vid Grossglogau. Han utförde grundliga undersökningar över växtsjukdomar, varav frukten blev det epokgörande arbetet Die Krankheiten der Kulturgewächse, ihre Ursachen und ihre Verhütung (1858; andra upplagan 1859). 
Kühn kallades 1862 till professor vid universitetet i Halle, genomdrev han redan 1863 inrättandet av en särskild lantbruksinstitution, för vilken han blev den förste föreståndaren. Detta institut vann högt anseende, till stor del på grund av Kühns verksamhet som ledare och lärare, och blev en av de förnämsta brännpunkterna för forskning rörande läran om husdjurens avel och utfodring. Av övriga inrättningar vid nämnda universitet, som kan anses som Kühns skapelser, bör nämnas det lantbruksfysiologiska laboratoriet, samling av olika raser av husdjur samt anstalt för provning av lantbruksredskap. 
Kühn var en ivrig förkämpe för förläggande av de vetenskapliga lantbruksinstituten från de förut vanliga instituten (akademierna) på landet till universiteten och genom sina skrifter och det exempel, som institutet i Halle under hans ledning gav på fördelarna av denna anordning, anses framför andra ha verkat för densammas allmänna genomförande i Tyskland. 
Kühn vann också stort anseende genom arbeten rörande husdjurens utfodring, och hans prisbelönta lärobok Die zweckmäßigste Ernährung des Rindviehes vom wissenschaftlichen und praktischen Gesichtspunkte (1861; 11:e upplagan 1897) hörde till de mest kända och använda läroböckerna i detta ämne. För övrigt publicerade han sina flesta vetenskapliga forskningsresultat i de av honom alltifrån början (1880) utgivna "Berichte aus dem physiologischen Laboratorium und der Versuchsstation des landwirthschaftlichen Instituts der Universität Halle". 
Kühn räknas i Tyskland som en av lantbruksvetenskapens stormän; han förenade i ovanlig grad grundlig vetenskaplighet med framstående praktisk erfarenhet. Han blev ledamot av svenska Lantbruksakademien 1875.